# 蓝英花
蓝英花（学名：Browallia speciosa）为茄科中的一种一年生草本植物，植株高约60厘米，茎多分枝，叶翠绿色，呈卵状。单花腋生，有5个淡蓝色花瓣。原产于哥伦比亚，现为一种常见的观赏植物。
其种加词“speciosa”意为“外表美丽的”。